# Río Lluta (vattendrag i Chile)
Río Lluta är ett vattendrag  i Chile.   Det ligger i regionen Región de Arica y Parinacota, i den norra delen av landet, 1 700 km norr om huvudstaden Santiago de Chile och mynnar ut i Stilla havet. 
Omgivningen kring Río Lluta är ofruktbar med lite eller ingen växtlighet och är ganska glesbefolkad, med 47 invånare per kvadratkilometer.